# Ален Адемовић
Ален Адемовић (Ниш, 10. март 1987) је српски поп-фолк певач и музичар ромског порекла. Свира дванаест инструмената. Његови родитељи су музичар Нинослав Адемовић, и текстописац Јасмина Адемовић. Био је део оркестра Горана Бреговића и члан групе Милиграм. Са супругом Наталијом има синове Алека и Антонија.

## Дискографија
Као део групе Милиграм

### Албуми
- Милиграм 2 (2012, Милиграм мјузик)
- Луди петак (2013, Сити рекордс)
- Магнетик (2015, Милиграм мјузик)

### Синглови
- Крушка (2009)
- Ја сто посто (2016)
- Погрешна ноћ (2017)
- Аманет (2017)

Као соло извођач
- Плејбој (2010) са оркестром Бобана Марковића
- Капи крви (2011)
- Кавијар (2016) са Милиграм и Стеваном Анђелковићем
- Не знам да ли жив сам (2019)
- Ево сунца (2019)
- Свадба (2020)
- Где си сада Сузана (2020) са Сузаном Јовановић
- Папуча (2022)
- Кафанизација (2022)
- Рок а јок (2022)
- Балкан романо дрил (2023)[6]
- Ништа није свето (2024)